# Дампвиту
Дампвиту́ (фр. Dampvitoux) — коммуна во французском департаменте Мёрт и Мозель, региона Лотарингия. Относится к кантону Шамбле-Бюссьер. Коммуна расположена к юго-западу от бывшей авиабазы НАТО Шамбле-Бюссьер.	

## География
Дампвиту расположен в 28 км к западу от Меца и в 45 км к северо-западу от Нанси. Соседние коммуны: Ажевиль на северо-востоке, Сен-Жюльен-ле-Горз на востоке, Шаре на юго-востоке, Сен-Бенуа-ан-Вёвр на юго-западе.

## Демография
Население коммуны на 2010 год составляло 65 человек.
| 1962 | 1968 | 1975 | 1982 | 1990 | 1999 | 2010 |
| ---- | ---- | ---- | ---- | ---- | ---- | ---- |
| 85   | 63   | 53   | 47   | 54   | 72   | 65   |